# Milli Vanilli
 (транскр.  Мили ванили) био је немачки R&B дуо из Минхена. Њихов дебитантски албум, који је у Европи назван All or Nothing, а у Америци познат као Girl You Know It's True, постигао је светски успех, који је био крунисан 21. фебруара 1990. када су освојили награду Греми за најбољег дебитанта. На крилима успеха, постали су један од најпопуларнијих бендова с краја 1980-их и почетка 1990-их година.
Међутим, њихов успех се претворио у срамоту када је откривено да Морван и Пилатус нису уопште певали на својим песмама, а током наступа уживо су певали на плејбек. Након овог инцидента, њихова награда Греми је опозвана. Године 1998. снимили су повратнички албум Back and in Attack, али је његово објављивање отказано након што је Пилатус умро исте године.

## Историјат
Музичку групу је основао Френк Феријан (Frank Farian) 1988. године, а чинио га је Фаб Морван (Fabrice Morvan) и Роб Пилатус (Robert Pilatus).

## Студијски албуми

### 
- (1988)
- (1989)

- (1991) (као The Real Milli Vanilli)

## Каријера и медијски крах
Популарност овог бенда била је кратког века, јер су убрзо након остваривања успеха били уплетени у један од највећих скандала у историји популарне музике. Наиме, у јеку њихове популарности, интервју на МТВ-ју открио је како Морван и Пилатус заправо јако лоше говоре енглески, чиме је доведена у питање веродостојност гласова на њиховим албумима. Прва потврда те сумње догодила се 21. јула 1989. на концерту у Бристолу, савезна држава Конектикат, када је усред наступа уживо снимак песме „Girl You Know It`s True” (њиховог највећег хита) заблокирао на рефрену. Морван и Пилатус су наставили да играју још неко време, а онда су отрчали с бине. Но, публика која је била на концерту или није приметила гаф или је није било брига, па је тај инцидент прошао без последица.
Када је њихов први албум, All or Nothing, добио своје америчко издање на ком су као вокали наведени искључиво Морван и Пилатус, Чарлс Шоу (Charles Shaw) је у децембру 1989. године изјавио како је он један од тројице стварних певача на албуму и како Морван и Пилатус нису отпевали ниједан стих. Чарлс Шоу је био један од изворних чланова бенда (заједно с Бредом Ховелом и близнакињама Роко), али Фариан је сматрао да они нису довољно привлачни па је пронашао Морвана и Пилатуса, који практично нису знали енглески и платио им да отварају уста на унапред снимљене песме. Како би ублажио штету, Фариан је Шоу наводно платио 150.000 америчких долара да повуче изјаву, али је већ било касно.
У марту 1990. године, у часопису Тајм, Пилатус је себе прогласио "новим Елвисом", тврдећи да су, темељом успеха, Морван и он музички талентованији од Боба Дилана, Пола Макартнија и Мика Џегера.
Медијски притисак се гомилао, а Морван и Пилатус су захтевали да они заиста сниме своје песме. Све то је Фариана натјерало да у новембру 1990. године јавно призна како његов дуо није певао, већ само отварао уста. Све су песме изводили помоћни вокали. Дошло је до скандала који је 19. новембра 1990. довео до одузимања Гремија за најбољег дебитанта и целе серије тужби за накнаду штете, износи који су се мерили у милионима долара. Ипак, АМА награде нису повучене јер су организатори сматрали како им је награде доделила публика па их немају право одузимати.
Каријера Мили Ванилија била је, тако, завршена након само две године, а од једног од најпопуларнијих бендова су постали највећа срамота популарне музике.

## Повратак на сцену
Било је неколико покушаја да се Морван и Пилатус самостално врате на сцену и искупе за скандал који су изазвали, али сви су махом били неуспешни. Године 1998, Мили Ванили је чак започео снимање повратничког албума, Back and In Attack, но исти никада није издат. Наиме, Пилатус је током снимања био у хаотичном стању узрокованом зависношћу о дрогама и криминалом (крађе због којих је чак завршио у затвору). Морван је Пилатусу платио шест месеци рехабилитације у Немачкој, али дан пре промоције албума, 2. априла 1998., Пилатус је пронађен мртав у хотелској соби у Франкфурту. Узрокована предозирањем дрогама и алкохолом, смрт је проглашена случајном. Покушај повратка је тако пропао, а албум никада није пуштен у јавност. Морван се након тога наставио бавити музиком те је 2003. издао соло албум.